# A Puritan Episode
A Puritan Episode és una pel·lícula muda de l'Éclair American protagonitzada per Frederick Truesdell, Julia Stuart i Mildred Bright, entre d'altres. Fou el debut de Fay Tincher al cinema. La pel·lícula, un drama de dues bobines, es va estrenar el 24 de setembre de 1913. Es considera una pel·lícula perduda.

## Argument
A l'Anglaterra de finals del segle xvii Arthur Cartwright es casa amb Ruth Joyce sense el consentiment dels pares d'ell i per evitar la seva ira fugen a Amèrica, establint-se a Plymouth. La mare de Ruth, Miriam, el acompanya. Viuen feliços però completament aïllats dels seus veïns puritans que són intolerants amb la gent que no participa de la seva fe. Tenen una filla a la que posen el nom d'Alice. Un dia es produeix una incursió dels indis i Arthur i Ruth són assassinats a la vista de Miriam i d'Alice. Miriam embogeix pel xoc i com que els indis consideren sagrats els bojos no la maten. Això fa que els puritans creguin que Mrs. Joyce és una bruixa i quan temps més tard apareix de nou entre ells decideixen condemnar-la a la foguera juntament amb Alice, que ja té 16 anys i vesteix com un dels indis.
L'estat de les dues fa que el conestable faci cridar Abner Morton, un reverend conformista acabat d'arribar, perquè els administri consol espiritual. Abner es sorprèn al descobrir que la noia és de la seva pròpia fe i després d'un atrevit rescat, la treu de la zona de perill. Sir Richard Cartwright, pare d'Arthur, que encara viu a Anglaterra, fa molt de temps que lamenta la desaparició del seu fill. El seu germà, Sir John, d'acord amb els darrers desitjos d'aquest, marxa cap a Amèrica a la recerca de l'hereu desaparegut ia. Arribant a Plymouth, es dirigeix al ministre conformista, Abner Morton, com la persona que més probablement el pot ajudar. Al sentir el nom del seu pare, Alice encara amb pantalons, corre cap al nou arribat i revela la seva identitat mostrant l'anell amb el segell del seu pare.

## Repartiment
- Julia Stuart (Miriam Joyce)
- Rosa V. Koch (Ruth Joyce)
- Clara Horton (Alice als 6 anys)
- Mildred Bright (Alice als 16 anys)
- Frederick Truesdell (Arthur Cartwright)
- Alec B. Francis (Sir Richard Cartwright)
- Robert Frazer (Abner Morton)
- Will E. Sheerer (el conestable)
- Fay Tincher (no surt als crèdits)
- Hal Wilson (no surt als crèdits)